# مولدنشتاین
مولدنشتاین (به آلمانی: Muldenstein) یک منطقهٔ مسکونی در آلمان است که در Muldestausee واقع شده‌است. مولدنشتاین ۲٬۱۵۴ نفر جمعیت دارد.